# Philippe Berthet
Philippe Berthet (Thorigny-sur-Marne, 22 september 1956) is een Frans striptekenaar en -auteur die woont en werkt in Brussel.
Nadat Berthet afstudeerde aan hogeschool Sint-Lukas Brussel, debuteerde hij 1978 als striptekenaar voor verscheidene, kleinere Franse tijdschriften (Neuvième rêve, Aïe, Spacial). Daarna werkte hij voor het grote Belgische stripblad Spirou / Robbedoes en zag hij al snel een eerste stripalbum uitgegeven, Koffiekleurtje (1981, scenario: Andrieu). Vanaf 1982 werkte hij met Cossu aan de strip De Ideeën-deaeler, die werd voorgepubliceerd in het stripblad Circus. Later tekende hij meerdere stripreeksen voor onder meer de Belgische uitgeverij Dupuis en de Franse uitgever Dargaud. Hij werkte veel samen met zijn vriend en scenarist Yann.

## Stijl
Mooie, stijlvolle vrouwen zijn het handelsmerk geworden van de strips van Berthet. Hij is gepassioneerd door het Amerika van de jaren 1950 en tekent in een stijl tussen realisme en klare lijn.

## Werk
Als tekenaar verzorgde hij onder meer:
- Yoni (scenario: Yann)
- Pin-up (scenario: Yann)
- Poison Ivy (scenario: Yann)
- De P.I. van Hollywood (scenario: Rivière, Boquet)
- Nico (scenario: Fred Duval)
- Perico (scenario: Régis Hautière)
- De weg naar Selma (scenario: Tome)
- XIII Mistery - Irina (scenario: Éric Corbeyran)
- Het Fortuin van de Winczlavs (scenario: Jean van Hamme)

- Biblioteca Nacional de España: XX1021247
- Bibliothèque nationale de France: cb11891664p (data)
- Gemeinsame Normdatei: 1027338178
- International Standard Name Identifier: 0000 0001 2099 4661
- Library of Congress Control Number: nb99022890
- Nederlandse Thesaurus van Auteursnamen: 069296189
- RKD-Nederlands Instituut voor Kunstgeschiedenis: 238809
- Système universitaire de documentation: 026724073
- Virtual International Authority File: 19674317